# Massacro di Novi Sad
Il massacro di Novi Sad è stato un eccidio avvenuto nella città di Novi Sad, all'epoca in Ungheria, svolto dalla gendarmeria ungherese il 23 gennaio 1942.
L'Ungheria era sotto la reggenza di Miklós Horthy, con posizioni molto vicine alle potenze dell'Asse. Durante l'aggressione alla Jugoslavia da parte della Germania, l'Ungheria collaborò e annesse il territorio sotto il suo controllo, compresa la città di Novi Sad. La forte resistenza dei partigiani locali, fece scattare la rappresaglia il 23 gennaio 1942, con l'ordine di pulizia etnica e politica della città da "rifiuti e spazzatura".
Sándor Képíró era a capo della locale Magyar Kiralyi Csendorsèg, la gendarmeria magiara, e ricevette l'ordine di intervenire nella pulizia etnica di Novi Sad: con il pretesto di combattere i partigiani, l'esercito invase la città e vennero catturate e trucidate migliaia di persone tra uomini, donne, anziani e bambini (ci furono anche dei sacerdoti tra le vittime): lo storico Zvonimir Golubović stima in 3.809 il numero delle vittime, mentre altre fonti parlano di 4.116 o 4.211 morti.
Golubović classificò le vittime per genere, età ed etnia: su 3.809 v'erano 1.965 uomini, 927 donne, 477 bambini e 440 anziani; 2.578 erano serbi, 1.068 ebrei, 64 rom, 31 ruteni, 21 ungheresi e 15 russi.